# Холявский, Шолом
Шолом Холявский (1914, Лида, Российская империя — 22 мая 2011, Израиль) — израильский историк, руководитель восстания в Несвижском гетто во время Второй мировой войны.

## Биография
Шолом Холявский родился в городе Лида в 1914 году. До начала Второй мировой войны работал учителем в еврейской школе сети «Тарбут» в Несвиже, которая была частью сети школ сионистских организаций в Польше.
17 сентября 1939 года в Несвиж вошла Красная армия. Западная Белоруссия была присоединена к СССР. Преподавание на иврите было запрещено. Преподаватели и учащиеся школы, включая Холявского, создали подпольную библиотеку и продолжали тайное обучение. Все они были членами сионистской организации Хашомер-Хацаир.
27 июня 1941 года в Несвиж вошли немецкие войска, было создано еврейское гетто. 30 октября 1941 года нацисты убили 4000 евреев — узников гетто.
Во время немецкой оккупации Холявский возглавил подполье и восстание в Несвижском гетто, а после подавления восстания и гибели гетто присоединился к партизанам.
В 1948 году он эмигрировал в Израиль и стал историком. В 1977 году в Еврейском университете в Иерусалиме защитил первую в истории диссертацию по Холокосту на территории Белоруссии — «Еврейское подполье и гетто Западной Белоруссии во время Второй мировой войны».
Умер 22 мая 2011 года в Израиле.

## Публикации
- Soldiers from the ghetto. (eng., New York, 1980)
- На реках Неман и Днепр: евреи Белоруссии в годы Второй мировой войны (иврит, 1982)
- Немецкие евреи в Минском гетто (иврит). Yad Vaschem Studies 17 (1986) стр. 219—245.
- В буре истребления. Еврейство Восточной Белоруссии во Второй мировой войне (иврит, 1988)
- The Jews of Belorussia During World War II. (eng., Amsterdam, 1998)